# Chevrolet National
Der Chevrolet National Serie AB war ein PKW der unteren Mittelklasse, der nur im Modelljahr 1928 von Chevrolet als einzige Modellreihe und Nachfolger des Capitol Serie AA hergestellt wurde. Das Fahrzeug wurde im Januar 1928 eingeführt und war mit acht verschiedenen Karosserien als 2-sitziger Roadster, 2-sitziges Coupé, 2- oder 4-sitziges Sport-Cabriolet (Coupé mit Hardtop), 2-sitziges Vollcabriolet und 5-sitzige Limousine (Coach) mit jeweils zwei Türen verfügbar. Mit vier Türen gab es den 5-sitzigen Tourenwagen, die 5-sitzige Limousine und ein Landaulet mit fünf Sitzen. Der Radstand war um 4″ auf 2.718 mm gewachsen. Die Wagen hatten, wie das Vorgängermodell, oben gesteuerte Vierzylinder-Reihenmotoren (OHV). Die Maschine mit 2.802 cm3 Hubraum entwickelte nun aber eine um neun bhp höhere Leistung von 35 bhp (26 kW) bei 2.200 min−1. Die Motorkraft wurde über eine Einscheibentrockenkupplung und ein manuelles Dreiganggetriebe an die Hinterräder weitergeleitet. Erstmals bei Chevrolet hatten alle vier Räder mechanische Bremsen. Neu bei diesem Jahrgang waren Scheibenwischer, die mit dem Unterdruck aus dem Motor betrieben wurden.
Die Verkaufspreise waren durchgängig um 30,-- US-$ niedriger als beim Capitol und lagen zwischen 495,-- und 715,-- US-$. Nach nur elf Monaten und 1.193.212 Fahrzeugen wurde der Nachfolger International Serie AC vorgestellt.